# Holstenflug

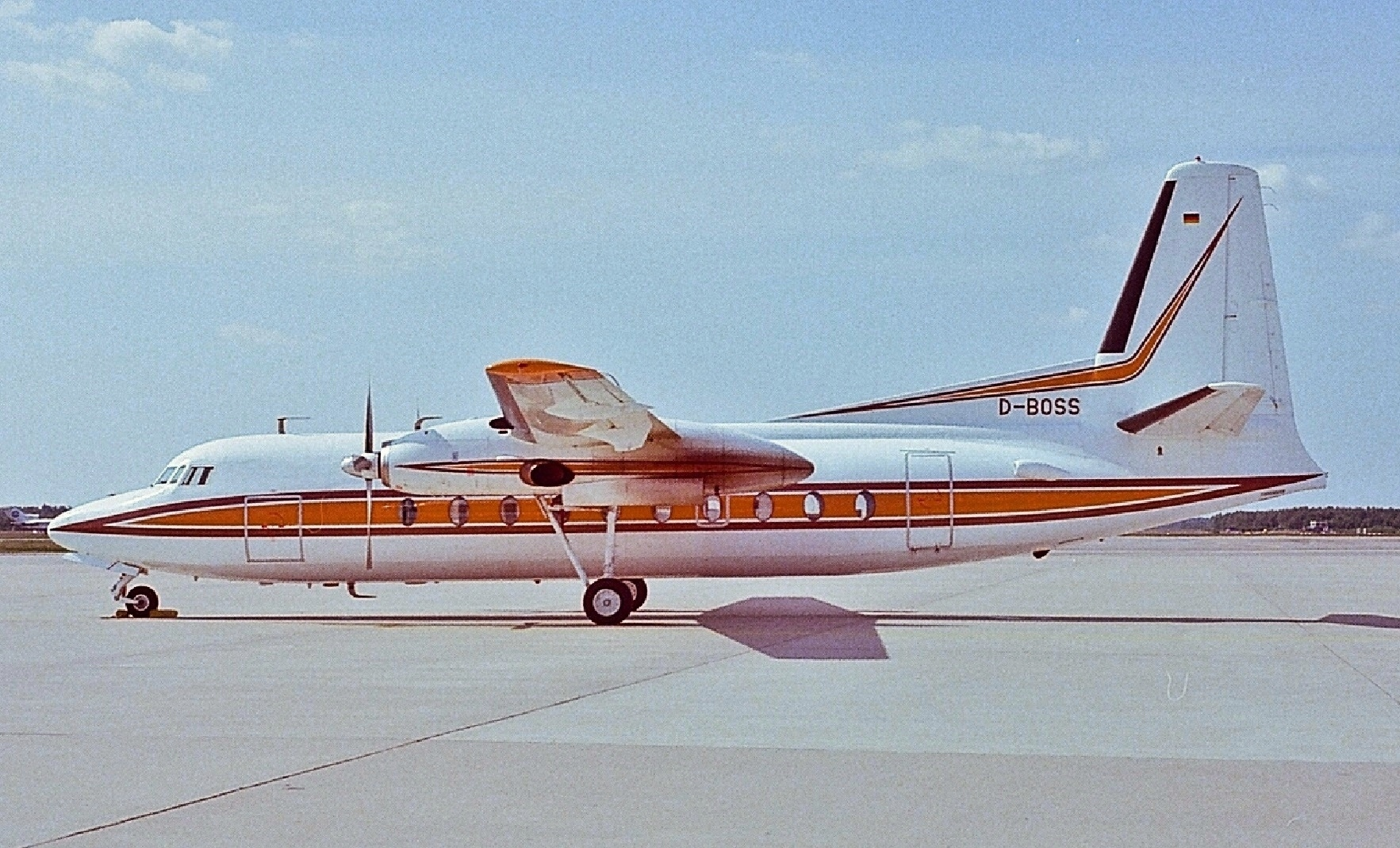
Holstenflug Fairchild F-27, Hamburg 1978

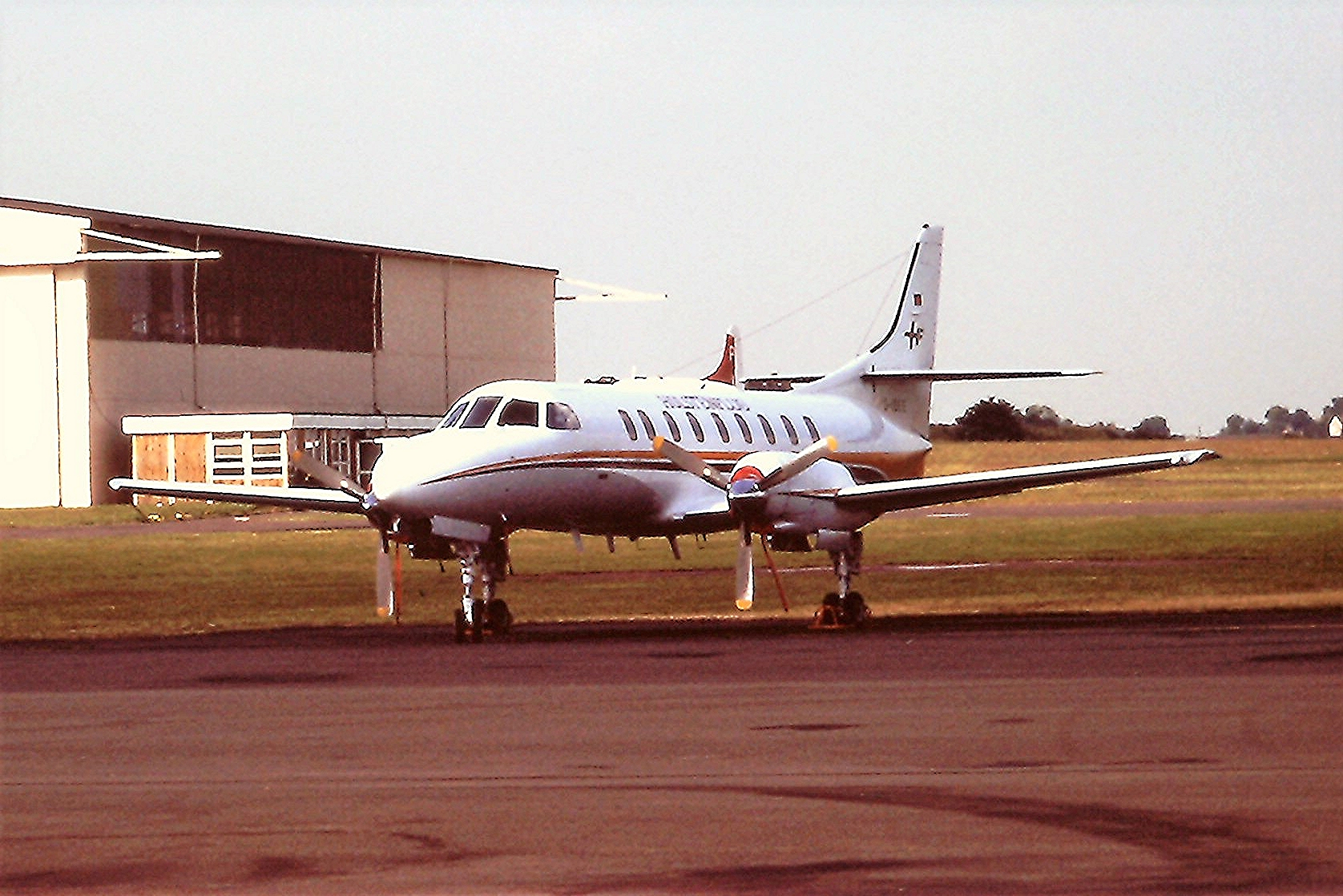
Holstenflug Fairchild Swearingen Metroliner, Coventry 1977

Holstenflug var ett tyskt flygbolag baserat på Kiels flygplats som utförde charterflygningar. Flygbolaget Holstenflug grundades i Kiel år 1966.
I januari 1976 ansökte General Air om konkurs.

## Flotta
Plan som ingått i flottan:
- Beechcraft King Air
- Cessna Citation I
- Fairchild F-27
- Fairchild Swearingen Metro
- Fuji/Rockwell Commander 700
- Learjet
- North American Sabreliner